# Игнатьево (Муромский район)
Игнатьево — деревня в Муромском районе Владимирской области России, входит в состав Борисоглебского сельского поселения. 

## География
Деревня расположена в 13 км на северо-запад от центра поселения села Борисоглеб и в 28 км на северо-запад от Мурома.

## История
В 1571 году деревня Игнатьево вместе с селом Талызино поступила в Троице-Сергиев монастырь. В окладных книгах Рязанской епархии за 1676 год деревня значится в составе Талызинского прихода, в ней было 11 дворов крестьянских и 3 бобыльских.
В конце XIX — начале XX века деревня входила в состав Дубровской волости Муромского уезда. В 1859 году в деревне числилось 40 дворов, в 1905 году — 65 дворов, в 1926 году — 112 дворов.
С 1929 года деревня являлась центром Игнатьевского сельсовета Селивановского района, с 1940 года — в составе Талызинского сельсовета, с 1963 года — в составе Муромского района, с 2005 года — в составе Борисоглебского сельского поселения. 

## Население
| 1859 | 1905 | 1926 | 2002 | 2010 | 2021 |
| ---- | ---- | ---- | ---- | ---- | ---- |
| 310  | ↗375 | ↗551 | ↘9   | ↘2   | ↘1   |